# Cyclostrema virginiae
Cyclostrema virginiae is een slakkensoort uit de familie van de Liotiidae. De wetenschappelijke naam van de soort is voor het eerst geldig gepubliceerd in 1872 door Jousseaume.